# 中間淳太
中間 淳太（日语：／ Nakama Junta，1987年10月21日—）是日本偶像團體「Johnny's WEST」的成員，經紀公司為傑尼斯事務所。出身於兵庫縣神戶市。身高175cm。

## 人物
- 有二分之一的台灣血統，父親是台灣人、母親是日本人的混血兒，曾在台灣生活6年，會說中文。幼時認為僅父方的祖母是台灣人故有著四分之一台灣血緣，23歲時得知父方的祖父也是台灣人，即父親完全為台灣人，自身為台日混血。
- 2010年自關西學院大學社會學部畢業。
- 2013年12月31日在Johnny's countdown上宣布作為「ジャニーズWEST4」CD出道。
- 2014年2月5日在主演的舞台劇『なにわ侍 東京見参!!』上發表團體更名為「Johnny's WEST」於同年4月正式出道。
- 2023年12月25日，開設個人Instagram。

## 參加的團體
- B.A.D.
- B.A.D.BOYS
- Johnny's WEST

## 獨唱曲目
- Moment（2008年）
- Love Criminal（2009年）
- TAMER（2015年）
- “Pinocchio” (2021年)

## 演出
電視劇
- 極道鮮師3（2008年4月-6月、日本電視台）- 市村力哉 役
- 極道鮮師3SP（2009年3月28日、日本電視台）- 市村力哉 役
- 爆炎轉校生 REBORN（2017年11月10日、Netflix）- ナカマ 駆 役

電影
- 極道鮮師 (電影)（2009年12月24日、在台電影院上映）- 飾演市村力哉 役

聯合演出
- ほんじゃに!（2007年、關西電視台）
- 関ジャニ∞のジャニ勉（2007年－、關西電視台）
- 我們這一攤（2023年、三立台灣台）

舞台劇
- Dream Boys（2005年）
- Tough weeds 光の射すほうへ…(2009年)
- 少年たち 〜格子なき牢獄〜（2010年）

演唱會
- 關西傑尼斯8 Xmas舞會2004（2004年12月18日－25日、大阪松竹座、24公演）
- 關西傑尼斯8 夏日特別演唱會2005前夜祭（2005年7月30日・31日、大阪城ホール、4公演）
- 關西傑尼斯8 Xmas舞會2005（2005年12月16日－25日、大阪松竹座、26公演）
- 關西傑尼斯8 Concert Tour 2006 Funky Tokyo Osaka Nagoya（2006年5月3日－5日・20日・21日、6月2日 - 4日、3都市・20公演）
- 關西傑尼斯8 全國1-st Tour 2006（2006年9月9日－10月28日、11都市・26公演）
- 關西傑尼斯8 KAN FU FIGHTING 全國巡迴 2006 第2弾（2006年12月2日－12月29日、6都市・20公演）
- 關西傑尼斯8 えっ! ホンマ!? ビックリ!!巨蛋演唱會in大阪（2007年2月24日－25日、京都巨蛋、大阪、3公演）
- 關西傑尼斯8 えっ! ホンマ!? ビックリ!! TOUR 2007（2007年5月3日－9月30日、47都市・113公演）
- 關西傑尼斯8 LIVE TOUR 2008 ∞喔！全員集合（2008年4月3日－5月18日、横浜、札幌、大阪、福岡・24公演）
- 關西傑尼斯8 LIVE TOUR 2008 ∞喔！全員集合 夏天！巡迴演唱會!!哇哈哈!!!（2008年7月6日－8月31日、10都市・26公演）
- NEWS FIRST CONCERT 2007 in Taipei（2007年10月7日、台北小巨蛋、2公演）

## 關聯項目
- 關西傑尼斯8
- B.A.D.BOYS
- 桐山照史

## 外部連結
- 中間淳太的Instagram帳戶（日語）
- 中間淳太在互联网电影资料库（IMDb）上的資料（英文）